# Zaide
Zaide é uma ópera inacabada (singspiel), K. 344, escrita por Wolfgang Amadeus Mozart em 1780, com o libreto de Johann Andreas Schachtner. Ele abandonou a ópera para trabalhar em Idomeneo, e nunca mais regressou ao projeto. O trabalho permaneceu perdido até após a sua morte, quando Constanze Mozart, sua esposa, o encontrou no seus dispersos manuscritos em 1799. Os fragmentos não seriam publicados até 1838, e sua primeira estréia foi realizada em Frankfurt em 27 de Janeiro de 1866. Desde então, Zaide  vem sendo reconhecida como as fundações de uma grande obra de arte, sendo muito bem recebida pela crítica.

## Personagens
| Zaide, escrava do sultão Soliman        | soprano   |
| Gomatz, outro escravo do sultão Soliman | tenor     |
| Allazim, jardineiro do sultão           | baixo     |
| Sultão Soliman                          | tenor     |
| Osmin, traficante de escravos           | baixo     |
| Zaram, capitão da guarda                | não canta |
| 4 escravos                              | tenores   |

## Sinopse
A ópera se passa na Turquia, e inicia-se com os escravos cantando e trabalhando no jardim do Sultão Soliman. Entre eles encontra-se Gomatz, um jovem cristão triste por se encontrar preso inocentemente. Cansado de tanto trabalho, este adormece. Zaide, a escrava favorita do Sultão, aproxima-se e apaixona-se por Gomatz. Não querendo acordá-lo, deixa com ele um medalhão com sua foto. Ao acordar, Gomatz sente-se rejuvenescido ao encontrar tal símbolo de amor. Posteriormente os dois se conhecem e trocam juras de amor, mas sabem que correm um certo risco pois Sultão nutre amor por Zaide. Com ajuda de Allazim, eles planejam fugir sem serem descobertos.
Ao saber da fuga, Sultão Soliman fica enraivecido. Zaram, o chefe da guarda, tenta acalmá-lo dizendo que os fugitivos serão capturados sem demora, o que acontece logo em seguida. Zaide então escolhe viver ao lado de Gomatz ao invés de ficar com o Sultão. Allazim intervém e pede perdão e liberdade para todos, mas o Sultão está decidido a condenar todos à morte.
Neste ponto o libreto se encerra e ficamos sem saber qual seu final. O mais provável é que Gomatz e Zaide terminem juntos, num final feliz.